# Zastava Yugo
Der Yugo (auch: Jugo) ist ein Kleinstwagen des ehemals jugoslawischen und später serbischen Automobilherstellers Zastava. Er wurde unter verschiedenen Bezeichnungen von 1981 bis 2008 produziert. Als einziges Auto aus einem europäischen sozialistischen Staat wurde er einige Jahre auch erfolgreich in die USA exportiert.

## Geschichte
Die Karosserie des Yugo war die erste Eigenkonstruktion des Unternehmens, das vorher Fiat-Modelle in Lizenz gefertigt hatte. Als Zastava Yugo 45 wurde er 1981 der Öffentlichkeit vorgestellt, außerdem war er bereits 1980 auf der Leipziger Messe zu sehen. Der Markenname stand für Jugoslawien, die Zahl für die Motorleistung von 45 PS. Die Technik beruhte weitgehend auf der des 1971 vorgestellten 127. Der Erfolg des Modells führte zur Entwicklung des größeren Yugo Florida. Mit der Einführung des Florida wurde auf den Markennamen Zastava verzichtet. Der Zastava Yugo 45 wurde fortan als Yugo Koral angeboten.
Ab 1986 wurde der Wagen als Yugo Amerika in die USA exportiert. Importeur war Malcolm Bricklin, der zuvor die Bricklin Vehicle Corporation betrieb und den Subaru 360 in die USA importierte. Vor allem durch den niedrigen Preis von 3990 US-Dollar ließ sich der Yugo dort gut verkaufen.

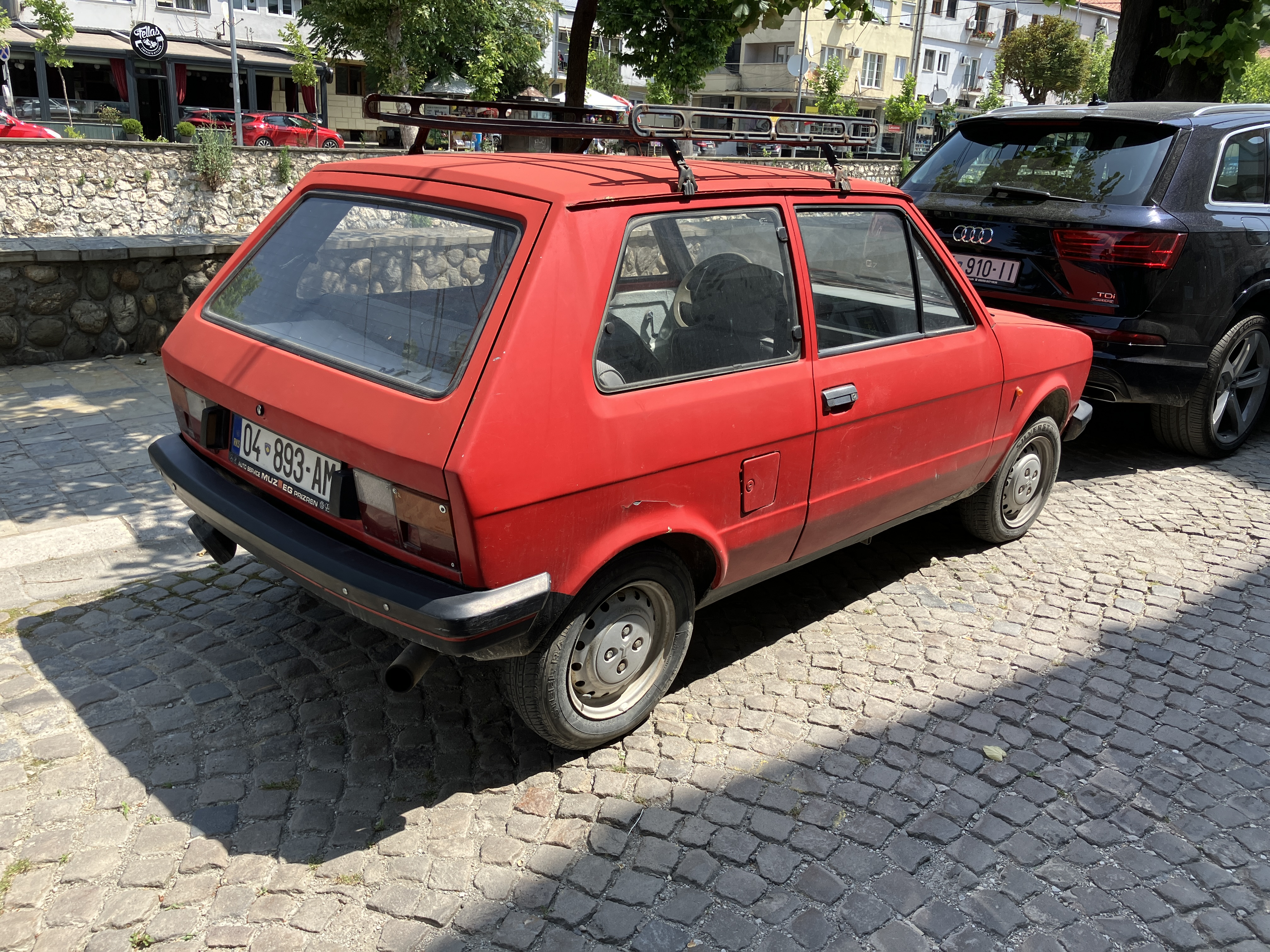
Heckansicht
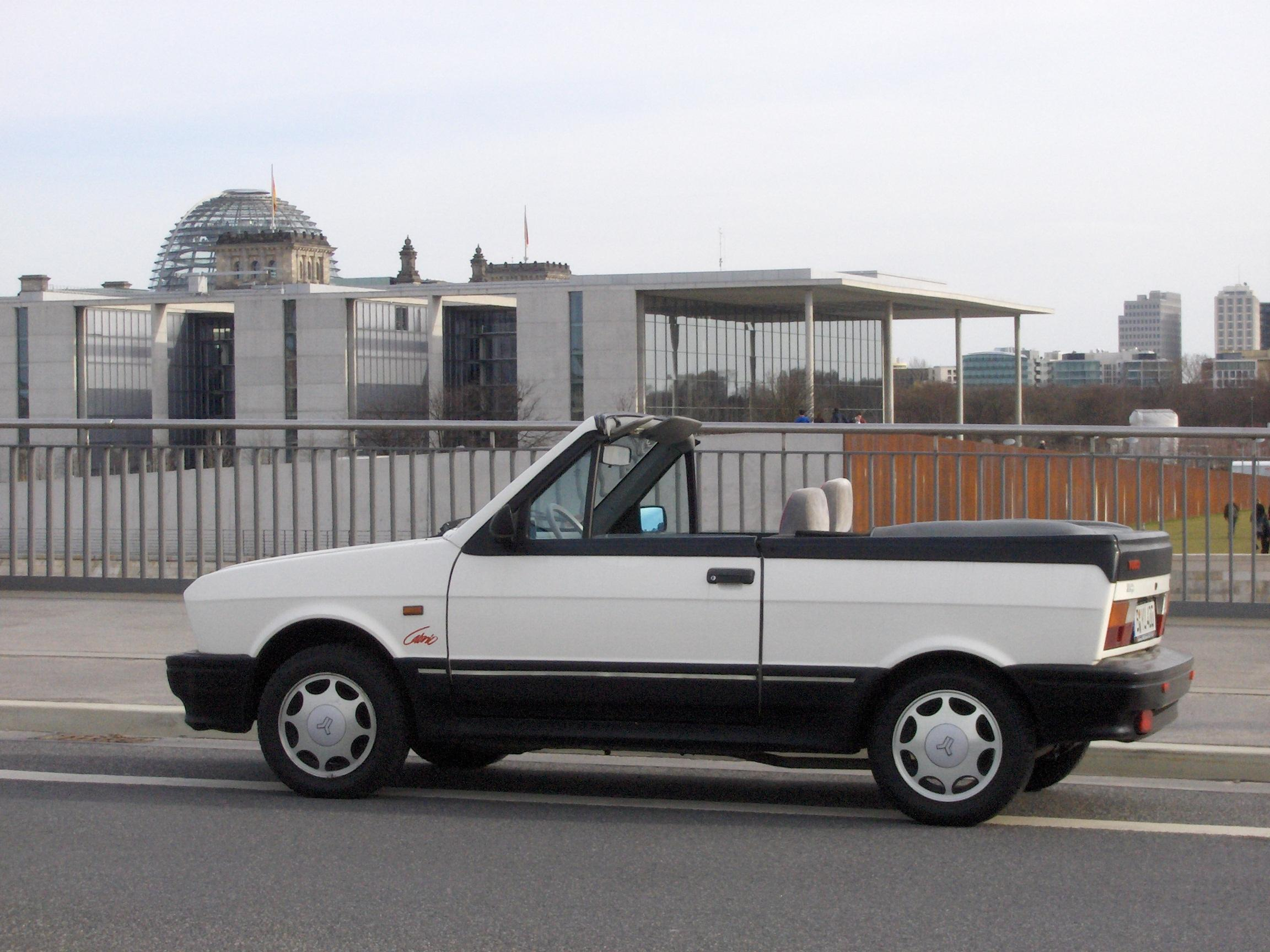
Yugo Cabrio
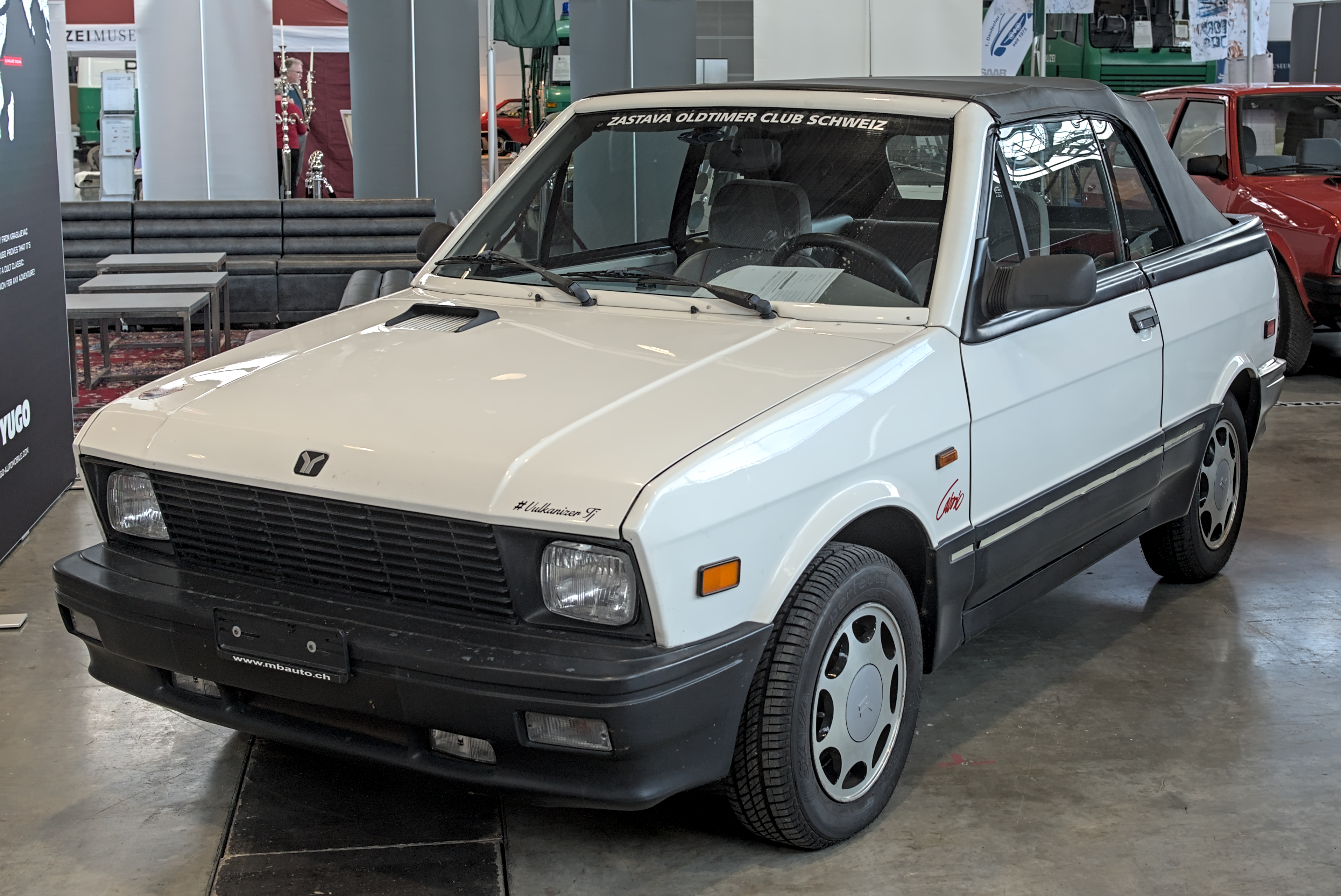
Yugo Cabrio geschlossen
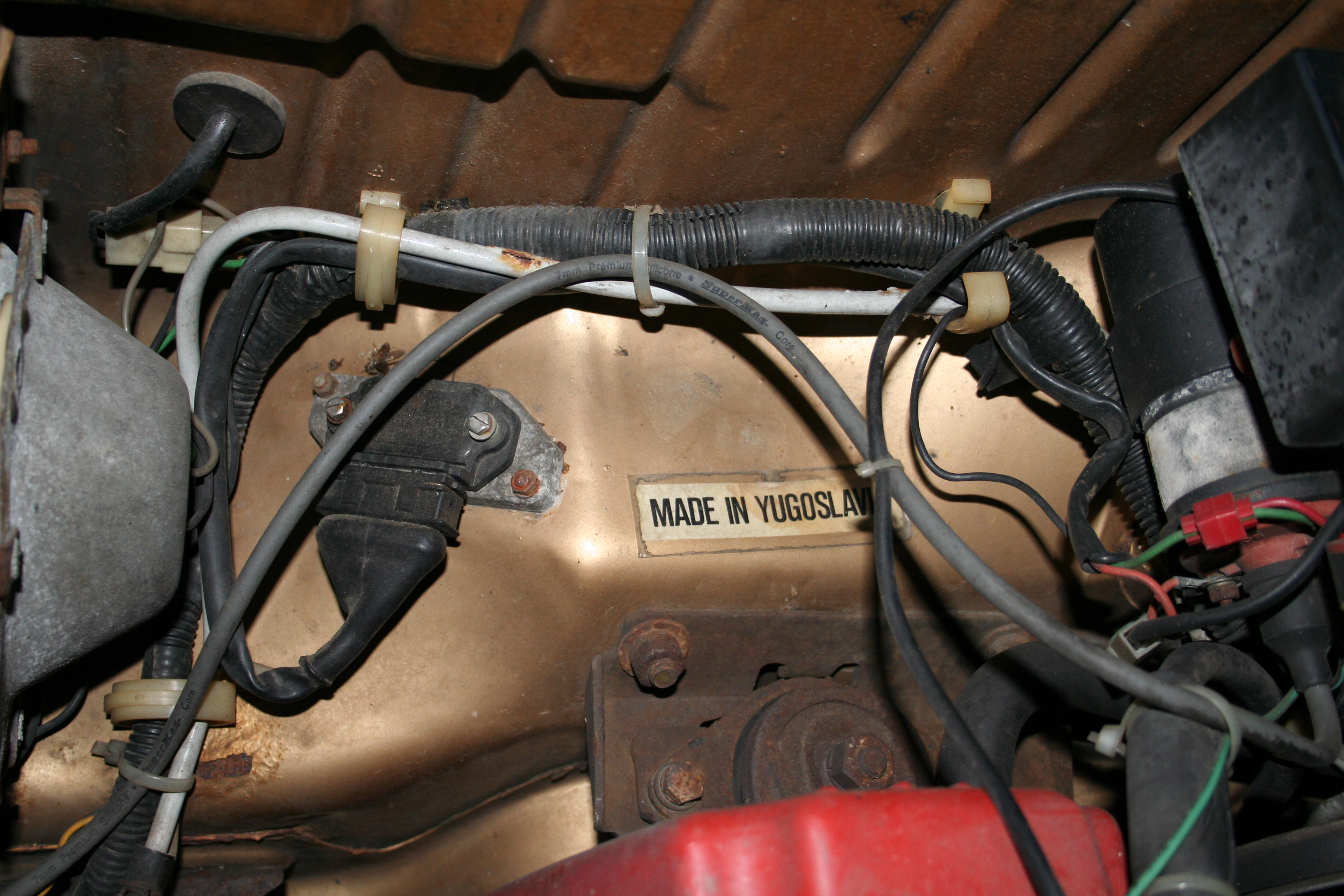
Motorraum des Yugo GV
Logo des Yugo

Während der Phase des Erfolgs, der sich auch in einer Cabrio-Version des Yugo widerspiegelte, wurde der Yugo auch in Deutschland angeboten. Anfang der 1990er Jahre wurde das Modell 65 EFI mit einer elektronischen Saugrohreinspritzung von Bosch ausgerüstet, der ursprünglich von Fiat stammende Motor wurde von Porsche überarbeitet. Nach dem Ausbruch des Krieges im ehemaligen Jugoslawien und durch das Handelsembargo gegen das aus Serbien und Montenegro gebildete Rest-Jugoslawien kam für den Yugo das vorläufige Ende und mussten auch die Exporte eingestellt werden. Am 9. April 1999 wurden während der NATO-Luftangriffe im Rahmen des Kosovo-Krieges die Produktionsanlagen im serbischen Kragujevac fast vollständig zerstört.
Zwar wurde die Produktion nach dem Wiederaufbau wiederaufgenommen; die Kapazitäten erreichten jedoch nicht mehr den ursprünglichen Stand. Vor dem Krieg waren 200.000 Wagen jährlich gefertigt worden, nun konnten nur noch zwischen 10.000 und 20.000 Fahrzeuge hergestellt werden. Zudem war inzwischen die Technik des Yugo veraltet. Die wieder unter der Bezeichnung Zastava angebotenen Modelle spielten daher auf dem Weltmarkt keine Rolle mehr und wurden außerhalb Serbiens nur noch in Mazedonien, Ägypten, Griechenland und dem Libanon in nennenswerten Stückzahlen verkauft.

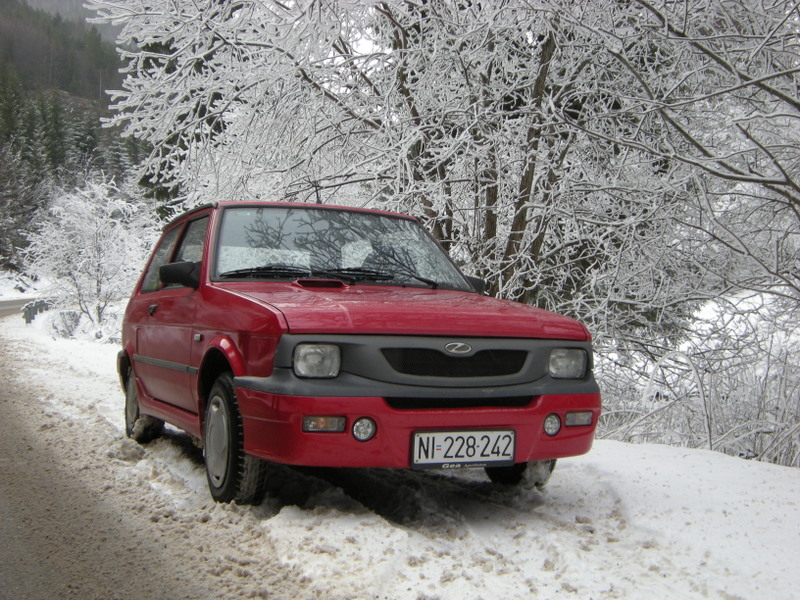
Letzte Modellvariante des Yugos als Koral In

2002 bot Peugeot an, die Mehrheitsanteile des Unternehmens zu übernehmen, die Belegschaft lehnte dies jedoch ab. 2005 wurden Verhandlungen mit anderen Automobilherstellern geführt, darunter mit Opel und Volkswagen. Mit Fiat wurde schließlich ein Abkommen über die Lizenzfertigung des Punto im Werk Kragujevac unterzeichnet. Zuletzt wurde der Yugo unter anderem als „Koral In L“ mit einem 1,1-l-Motor von PSA angeboten. Der letzte Yugo lief am 20. November 2008 vom Band, da Fiat die nicht mehr zeitgemäßen alten Zastava-Modelle einstellte. Auch der Markenname Zastava wurde in diesem Zusammenhang aufgegeben und das Werk stattdessen für den Bau des Fiat 500L modernisiert und umgerüstet.

## Kultstatus
Im englischsprachigen Raum, vor allem in den USA, gilt der „Yugo“ als klassisches Beispiel für ein kleines, billiges und qualitativ minderwertiges Auto. In dieser Rolle hat er es zu einem Kultobjekt gebracht, das in der Populärkultur vielfach Resonanz fand. So gibt es eine Vielzahl von Yugo-Witzen. Ein Beispiel: “I have also said for years that the car is named because ‘Yugo, but it doesn't’” – Yugo klingt ähnlich wie you go, daher: „Ich sage schon seit Jahren, das Auto heißt so, weil ‚Du gehst (musst laufen), aber es läuft nicht’“. Oder auch: „Yugo nowhere“ („Du gehst nirgendwo hin“), ebenfalls ein Wortspiel, das zugleich die mangelnde Zuverlässigkeit des Fahrzeugs reflektiert.

### Filme
Auch in US-amerikanischen Filmproduktionen wurde der Ruf des Yugo als Stilmittel eingesetzt. Im Film Schlappe Bullen beißen nicht von 1987 mit Dan Aykroyd und Tom Hanks erhalten zwei Polizisten einen Yugo als Dienstwagen. Bei der Übernahme wird er ironisch als Krönung „serbo-kroatischer Technologie“ gewürdigt. Im Film Die Krähe von 1994 mit Brandon Lee wird ein gestohlener Ford Thunderbird mit einem Yugo verfolgt. Im Film Stirb langsam – Jetzt erst recht von 1995 mit Bruce Willis und Samuel L. Jackson wird ebenfalls ein Yugo für eine Verfolgung verwendet. Der Wagen wird mit der Klinge eines Taschenmessers kurzgeschlossen und schnell durch einen Mercedes-Benz der Baureihe W 126 ersetzt. In Der verrückte Professor von 1996 mit Eddie Murphy erwähnt Professor Sherman Klump, mit dem Geld seiner Gesellschaft einen Yugo statt eines Sportwagens kaufen zu wollen. In Bowfingers große Nummer von 1999 mit Steve Martin und Eddie Murphy arbeitet die Hauptperson an einer Dokumentation über den Yugo. In dem Spielfilm Der Fall Mona von 2000 fährt nahezu die gesamte Bevölkerung der Gemeinde Verplanck, Ortsteil von Cortlandt, einen Yugo. Bette Midler stirbt in der Anfangsszene in einem Yugo, weil dessen Bremsen versagen. Im Film waren die Bewohner von Verplanck im Jahr 1985 von Zastava kostengünstig mit Yugos ausgestattet worden, um die Alltagstauglichkeit des Fahrzeugs vor Markteinführung in den USA im Jahre 1986 zu testen. Im Animationsfilm Cars 2 tauchen diverse Yugos (im Film Hugos genannt) als Teil einer Gruppe von Losern und Außenseitern auf, die neben Yugos aus AMC Pacers und AMC Gremlins besteht, die in den USA ebenfalls ein Image als Loser-Autos haben. In Nick und Norah – Soundtrack einer Nacht fährt Nick, dargestellt von Michael Cera, einen Yugo. Er bemerkt, dass es sich 'wahrscheinlich um den letzten Yugo im ganzen Land' handle. Der Wagen trat noch in einer Reihe anderer Filme in Erscheinung.

### Fernsehen
In Die Simpsons (Staffel 4, Episode 9) macht Homer Simpson Probefahrten mit einem Yugo, der als Wagen aus einem Land bezeichnet wird, das „nicht mehr besteht“. In Malcolm mittendrin fährt Malcolms Schuldirektor einen Yugo, der sich in einer sehr schlechten Verfassung befindet. In My Name Is Earl (Staffel 1, Folge 15) beabsichtigt ein Mann, sich in einem Yugo durch die Abgase zu vergiften. In einer Folge der humoristischen Auto-Sendung Top Gear fährt Jeremy Clarkson einen Yugo und beschreibt seine Fahrleistung als „so schlecht, dass man von Wildtieren überholt wird“. Er zerstört ihn schließlich, indem er ihn mit einem Panzer beschießt.

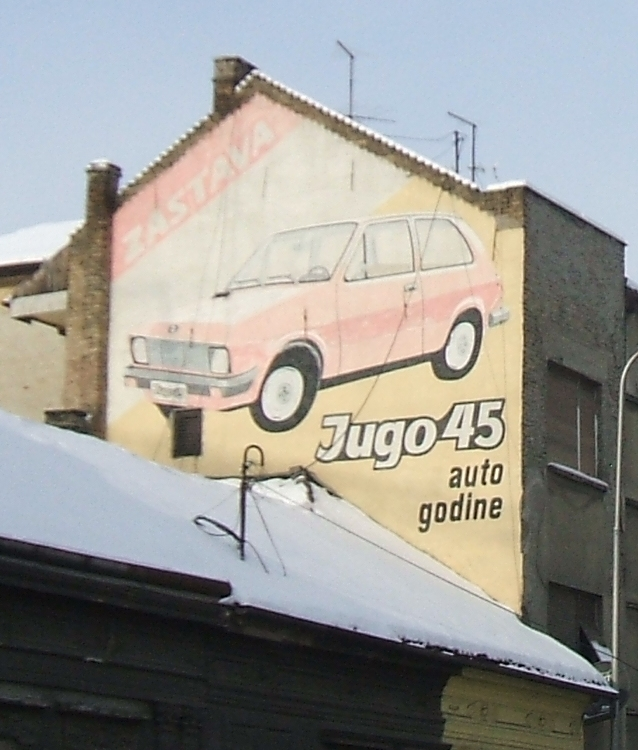
Der Yugo 45 war Auto des Jahres in Jugoslawien

### Musik
Die US-Punkgruppe Left Wing Fascists veröffentlichte das Lied I drive a Yugo auf ihrem Album A Mother’s Nightmare. In Breakdown von Relient K sagt Larry, er fahre einen Yugo. Die Band Zabranjeno pušenje aus Sarajevo hat dem Yugo im Song YUGO45 ein Denkmal gesetzt. Im Musikvideo zu The Day That Never Comes von Metallica blockiert ein defekter Yugo ein Militärfahrzeug auf einer Wüstenstraße. Im Musikvideo zu Das geht ab! von Frauenarzt und Manny Marc fahren die Hauptcharaktere ein weißes Yugo Cabriolet. Der Wiener Rapper Jugo Ürdens veröffentlichte auf seinem Debütalbum YUGO den gleichnamigen Song, eine ironische Hymne auf den Kleinwagen.

## Modellvarianten
| - Yugo 45 – 28 kW/39 PS (gedrosselt) bzw. 45 PS 0,9 l (903 cm³) – Weber-Einfachvergaser - Yugo 45a – 33 kW/45 PS 0,9 l (903 cm³) – Weber-Einfachvergaser (Ausstattungsunterschied) - Yugo 45ax – 33 kW 0,9 l (903 cm³) – Weber-Einfachvergaser (Ausstattungsunterschied) - Yugo 55 – 40 kW/55 PS 1,1 l (1116 cm³) – Weber-Einfachvergaser - Yugo 55a – 40 kW 1,1 l (1116 cm³) – Weber-Einfachvergaser (Ausstattungsunterschied) - Yugo 55ax – 40 kW 1,1 l (1116 cm³) – Weber-Einfachvergaser (Ausstattungsunterschied) - Yugo 55ex – 40 kW 1,1 l (1116 cm³) – Weber-Einfachvergaser (Ausstattungsunterschied) - Yugo 60 Koral – 44 kW/60 PS (1116 cm³) – Weber-Doppelvergaser | - Yugo 60EFI – 44 kW 1,2 l (1202 cm³) – Digital geregelte Saugrohreinspritzung mit Bosch-Motronic-Motorsteuergerät - Yugo Ciao – 40 kW 1,1 l (1116 cm³) – Weber-Doppelvergaser - Yugo Tempo – 40 kW 1,1 l (1116 cm³) – Weber-Doppelvergaser - Yugo 65 – 48 kW/65 PS 1,3 l (1301 cm³) – Weber-Doppelvergaser - Yugo 65a – 48 kW 1,3 l (1301 cm³) – Weber-Doppelvergaser (Ausstattungsunterschied) - Yugo 65EFI – 48 kW 1.3 l (1301 cm³) – Digital geregelte Einpunktsaugrohreinspritzung mit Bosch-Monomotronic-Motorsteuergerät - Yugo 65EFIs – 48 kW 1,3 l (1301 cm³) – Digital geregelte Einpunktsaugrohreinspritzung mit Bosch-Monomotronic-Motorsteuergerät – tiefergelegt um 40 mm, Glashubdach und teilweise Lederlenkrad von Raid | - Zastava Koral – 40 kW 1,1 l (1116 cm³) – Weber-Doppelvergaser (Ausstattungsunterschied) - Zastava Koral In – 48 kW 1,3 l (1301 cm³) – Weber-Doppelvergaser - Zastava Koral In L – 1,1 l (1124 cm³), PSA-Motor mit Saugrohreinspritzung, Euro-3- bzw. Euro-4-Norm - Zastava Koral In L Gti (keine Serie) – 72 kW 1,6 l, PSA-Motor mit Saugrohreinspritzung, Euro-3- bzw. Euro-4-Norm - Yugo GV (USA-Version) – 40 kW 1,1 l (1116 cm³) – Weber-Einfachvergaser - Yugo GVL (USA-Version) – 44 kW 1,1 l (1116 cm³) – Weber-Doppelvergaser und zusätzlichen Leuchten - Yugo GVX (USA-Version) – 44 kW 1,1 l (1116 cm³) – Weber-Doppelvergaser, bessere Ausstattung aber auch Versionen mit 47 kW/64 PS 1.3 l (1301 cm³) – Weber-Doppelvergaser | - Yugo GVPlus (USA-Version) – 48 kW 1,3 l (1301 cm³) – Digital geregelte Mehrpunktsaugrohreinspritzung mit Bosch-Motorsteuergerät - Yugo GVPlus Automatic (USA-Version) – 48 kW 1,3 l (1301 cm³) – Digital geregelte Mehrpunktsaugrohreinspritzung mit Bosch-Motorsteuergerät und Automatikgetriebe vom Renault 5 (300 Einheiten) und Klimaanlage - Yugo GVC – Cabrio US-Version entweder 40 kW 1,1 l (1116 cm³) oder 47 kW 1,3 l (1299 cm³) – Weber-Doppelvergaser - Yugo Cabrio 55a – 40 kW 1,1 l (1116 cm³) – Weber-Doppelvergaser - Yugo Cabrio 65a – 47 kW 1,3 l (1299 cm³) – Weber-Doppelvergaser - Yugo Cabrio 65EFI – 48 kW 1,3 l (1301 cm³) – Digital geregelte Einpunktsaugrohreinspritzung mit Bosch-Monomotronic-Motorsteuergerät |